# Hundekuchen (Wodehouse)
Hundekuchen (Originaltitel: The Go-getter) ist eine heitere Kurzgeschichte des britisch-amerikanischen Schriftstellers P. G. Wodehouse, die erstmals 1931 in der März-Ausgabe der US-amerikanischen Cosmopolitan und in der August-Ausgabe des britischen Strand Magazines erschien. Sie zählt mit ihrem Protagonisten Lord Emsworth zu den Erzählungen aus der sogenannten Blandings Castle-Saga.
Die Kurzgeschichte ist die Fortsetzung der 1928 erstveröffentlichten Kurzgeschichte Ein Mann für Gertrude. 1935 wurden beide Erzählungen in die Kurzgeschichtensammlung Herr auf Schloss Blandings aufgenommen; von der Erzähllogik ist diese Kurzgeschichte jedoch zwischen den Romanen Ein Lord in Nöten (Ersterscheinungsjahr 1923) und Sommerliches Schlossgewitter (Ersterscheinungsjahr 1929) angesiedelt.

## Handlung
Freddie Threepwood, jüngster Sohn von Lord Emsworth und Schwiegersohn des US-amerikanischen Hundekuchenfabrikanten Donaldson, versucht immer noch seine Tante Georgiana, Besitzerin von nicht weniger als 14 Hunden, von den Vorteilen des Donaldsons Hundekuchen zu überzeugen. Lady Georgiana merkt im Gespräch an, dass es in der Beziehung zwischen ihrer Tochter Gertrude und Bingham mittlerweile kriselt. Zwar war sie anfänglich gegen die Beziehung mit dem Pfarrer Bingham, doch sind ihre Zweifel an ihm ausgeräumt, seit sie weiß, dass er eines Tages das Erbe eines Industriellen antreten könnte. Gertrude hat jedoch mittlerweile ein Interesse an dem Tenor Orlo Watkins gefunden. Der Tenor zählt zu den Gästen auf Blandings Castle, die Lady Constance dorthin eingeladen hat. Wenig später besucht Freddie seinen alten Freund Bingham, um sich dessen Mischlingshund Bottles auszuleihen und erfährt von ihm, dass Gertrude sogar in Erwägung zieht, ihre Verlobung mit Bingham aufzulösen.
Freddies nächster Versuch, Lady Georgiana von der Qualität seiner Hundekuchen zu überzeugen, scheitert gleichfalls. Der dank Donaldsons Hundekuchen kräftig gebaute und gesunde Bottles beeindruckt Lady Georgiana nicht besonders – schon gar nicht, weil er sich von Susan, einer von Lady Georgias Pekingesen-Hündinnen, in die Flucht schlagen lässt. Am Abend haben sich die auf Blandings Castle weilenden Personen zum After-Dinner-Kaffee in eines der Wohnzimmer von Blandings Castle zurückgezogen, als Freddie mit Bottles und einem Sack voll Ratten kommt. Er will unter Beweis stellen, dass ein mit Donaldsons Hundekuchen aufgezogener Hund als Rattenfänger unübertroffen ist. Zur Rattenfreilassung auf der Terrasse kommt es jedoch nicht. Butler Beach greift ein, bevor die Tiere freigelassen werden. Stattdessen kommt es zu einem wütenden Kampf zwischen Lady Georgianas beeindruckendem Airedale-Terrier und Bottles. Jeder der Anwesenden geht unterschiedlich mit diesem Hundekampf um: Während die hundeerfahrene Lady Georgiana gelassen bleibt, flüchtet der Tenor auf die Anrichte – was Gertrude nur mit Verachtung zur Kenntnis nimmt. In dem Moment kommt Bingham hinzu und beendet durch einen beherzten Zugriff den Kampf zwischen den beiden Hunden. Sein männliches Verhalten lässt Gertrude den Irrtum ihrer Begeisterung für den Tenor erkennen. Sie sinkt in seine Arme, während der Tenor beschämt aus dem Raum schleicht.
Die Geschichte endet mit der Bestellung von zwei Tonnen Hundekuchen durch Lady Georgiana – Bottles’ Kampfgeist hat sie überzeugt.

## Ausgaben
- Blandings Castle and Elsewhere (1935)
  - Herr auf Schloss Blandings, Wilhelm Goldmann Verlag, München 1976, ISBN 3-442-03418-3. Übersetzung von Annemarie Arnold-Kubina.